# Monrovia
Monrovia este capitala Liberiei. Acesta este cel mai mare oraș din țară, precum și un important port la Oceanul Atlantic. Monrovia are o populație de 1.010.970 locuitori, care reprezintă 29% din populația țării. Monrovia este centrul cultural, politic și financiar al țării.

## Date generale
Orașul Monrovia a fost înființat în 1822 de coloniști afroamericani și denumit astfel în onoarea președintelui american James Monroe. Monrovia și Washington, D.C. sunt singurele capitale naționale numite după președinți americani. Monrovia a fost fondată la treizeci de ani după Freetown, Sierra Leone, care a fost prima așezare permanentă de afro-americani în Africa. Economia Monroviei se bazează în primul rând pe portul său și pe clădiri guvernamentale. Portul Monrovia a fost extins în mod semnificativ de către forțele americane în timpul celui de-al doilea război mondial, iar exporturile principale includ minereu de fier și latex. Alte materiale sunt fabricate, de asemenea, cum ar fi ciment, petrol rafinat, produse alimentare, cărămizi și țigle, mobilier și produse chimice. Situat în apropiere de confluența râurilor Mesurado și Saint Paul, portul are, de asemenea, facilități pentru depozitarea și repararea navelor.

## Istoria
Zona era deja locuită atunci când marinarii portughezi au botezat Capul Mesurado, în anii 1560. Primii coloniști din Statele Unite au ajuns în Africa în 1821, sub auspiciile Societății American de Colonizare. Ei doreau să întemeieze o colonie pentru foștii sclavi americani, ceea ce deja se reușise la Freetown.  Au debarcat în Insula Sherbro, în Sierra Leone de astăzi. Acțiunea a fost un dezastru și mulți coloniști au murit. În 1822, un al doilea vas a salvat coloniștii și i-a dus la Capul Mesurado, stabilind așezarea Christopolis. În 1824, orașul a fost redenumit Monrovia, după James Monroe, președintele de atunci al Statelor Unite. Acesta era un susținător de seamă al coloniei, trimițând sclavi negri eliberați în Liberia, soluție pe care o considera preferabilă emancipării lor în Statele Unite.

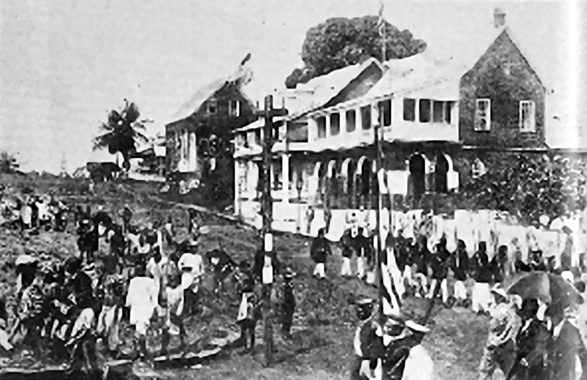
Monrovia în anii 1800

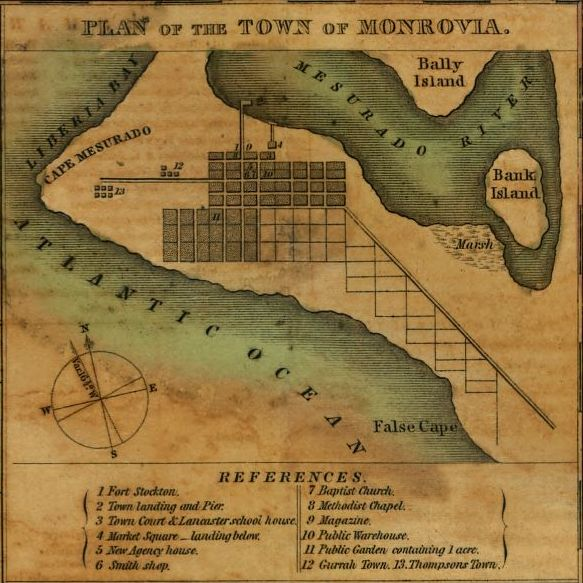
Plan al oraşului Monrovia din 1830

În 1845, la Monrovia s-a întrunit convenția constituțională, organizată de Societatea Americană de Colonizare, care a elaborat proiectul de constituție ce, doi ani mai târziu, a devenit constituția republicii independente și suverane a Liberiei.
La începutul secolului XX, Monrovia a fost împărțit în două: (1) Monrovia în sine, unde se afla populația de origine americană; această parte avea în arhitectură o reminiscență din sudul Statelor Unite; și (2) Krutown, care era locuit în principal de etnici „kru” și, de asemenea, de etnici „bassa”, de etnici „grebo” și alte triburi. Din cei 4000 de locuitori, 2500 erau americano-liberieni. Prin 1926, grupuri etnice din interiorul Liberiei au început migrarea către Monrovia în căutare de locuri de muncă.
În 1979, Organizația Unității Africane și-a organizat o conferință în zona Monrovia, cu președintele de atunci William R. Tolbert în calitate de conducător al conferinței. În timpul mandatului său, Tolbert a îmbunătățit locuințele sociale în Monrovia și a scăzut cu 50% taxa de studii la Universitatea din Liberia. O lovitură de stat militară condusă de Samuel K. Doe a răsturnat guvernul Tolbert în 1980, unii membri ai lui fiind executați.
Orașul a fost grav afectat în primul și în cel de-al doilea război civil liberian, în special în timpul asediului Monroviei, cînd multe clădiri au fost avariate și aproape toată infrastructura a fost distrusă. S-au dat lupte grele între guvernarea lui Samuel Doe și forțele Prințului Johnson, în 1990. În 1992, Frontul Patriotic Național din Liberia a luat cu asalt orașul, provocând și mai mari daune. Războiul a lăsat în urma sa un număr mare de copii și tineri fără adăpost, care fie au fost implicați în războaie, fie acestea nu le-au permis accesul la educație.
În 2002, Leymah Gbowee a organizat Mișcarea pentru Pace a Femeilor din Liberia, cu femei locale rugându-se și cântând într-o piață de pește din Monrovia. Această mișcare a contribuit la încheierea celui de-al doilea război civil liberian, în 2003, și la alegerea lui Ellen Johnson Sirleaf ca președite. Astfel,  Liberia a devenit prima națiune din Africa având o femeie ca președinte.

## Economia

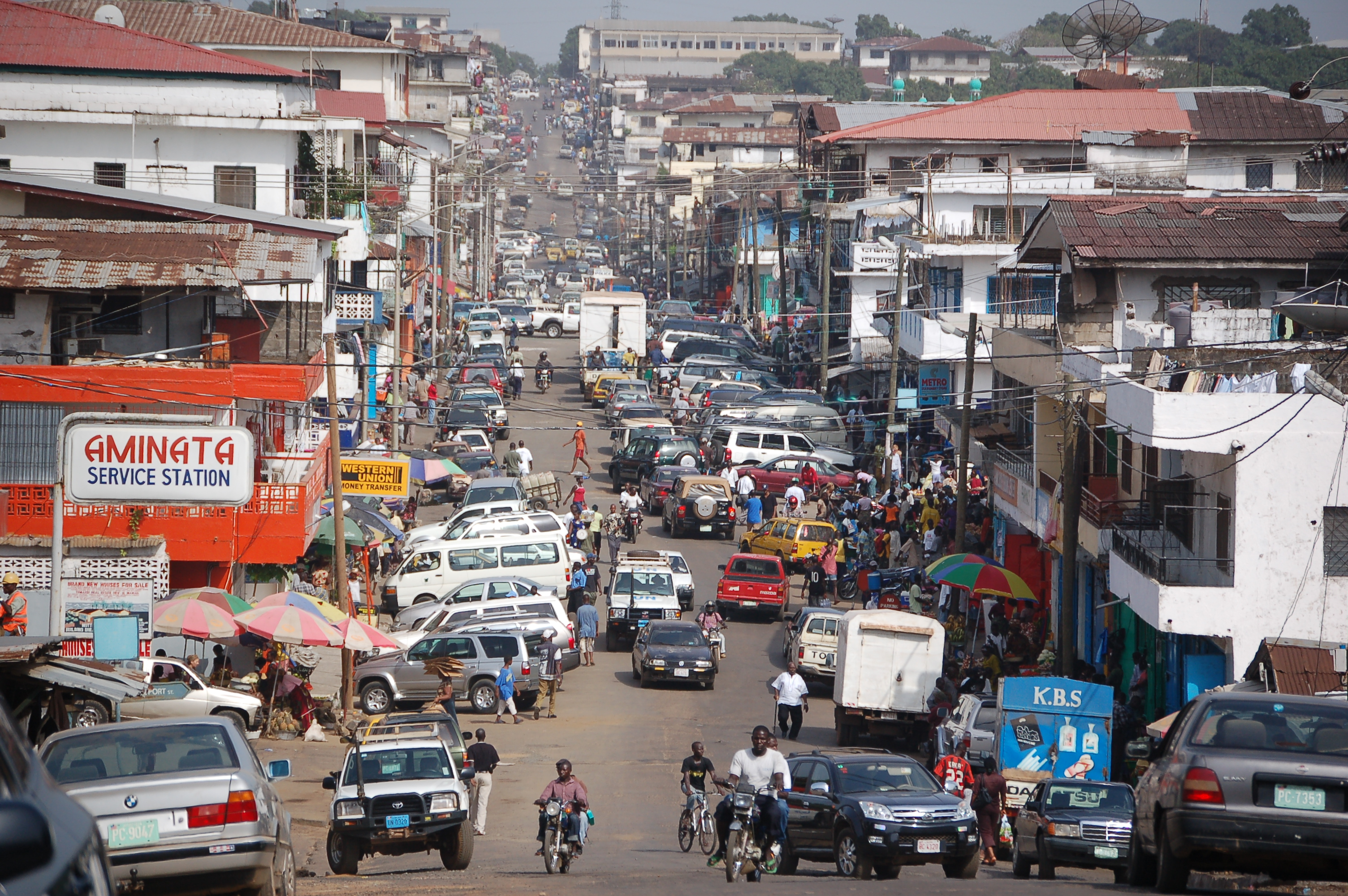
Stradă din Monrovia în 2009

Principalul factor economic al orașului este portul său, numit Freeportul Monroviei. Monrovia este centrul financiar al Liberiei. Banca Centrală din Liberia are sediul în Monrovia.

## Conducerea orașului
Multe dintre serviciile publice ale orașului sunt oferite de Monrovia City Corporation.
Printre foștii primari ai orașului se numără:
- W. F. Nelson, în anii 1870[8]
- C. T. O. King, în anii 1880, a avut trei mandate[9]
- H. A. Williams, în anii 1890[10]
- Gabriel M. Johnson, în anii 1920[11]
- Nathan C. Ross, 1956-1969[12]
- Ellen A. Sandimanie, în anii 1970, fiind prima femeie care a ocupat această funcție[13]
- Ophelia Hoff Saytumah, 2001–2009

## Geografia
Monrovia se află în peninsula Capul Mesurado, între Oceanul Atlantic și râul Mesurado, a cărui gură formează un mare port natural. Râul Saint Paul se află în nordul orașului și formează limita de nord a Insulei Bushrod, pe care se poate ajunge trecând „Podul Nou” din centrul Monroviei. Orașul se află în districtul Montserrado, a cărui capitală este micul oraș Bensonville.

## Clima
În conformitate cu clasificarea climatică Köppen, Monrovia are un climat musonic tropical. În cursul anului, în Monrovia cad cantități însemnate de precipitații. Ca medie, în Monrovia cad 5.140 mm de ploaie pe an. Clima are un sezon umed și un sezon uscat, dar precipitațiile cad chiar și în timpul sezonului uscat. Temperaturile rămân constante pe parcursul întregului an, fiind în medie de aproximativ 26 °C.
Monrovia este capitala în care se înregistrează cea mai mare cantitate anuală de precipitații.

## Culture and media
Punctele de interes din Monrovia cuprind Muzeul Național Liberian, Templul Ordinului Masonic al Liberiei și cîteva plaje. În oraș se află și stadionul Antoinette Tubman și Complexul sportiv național „Samuel K. Doe”. Arena de la cel din urmă este una dintre cele mai mari din Africa, cu 40.000 de locuri.
Ziarele au apărut în Monrovia prin 1820, cînd Liberia Herald a devenit unul dintre primele ziare apărute în Africa. Astăzi există multe ziare în format tabloid, apărând cotidian sau o dată la două săptămâni. Majoritatea au până în 20 de pagini. Daily Talk este o compilație de știri și citate din Biblie, scrise zilnic pe o tablă instalată la marginea drumului în cartierul Sinkor.
Există posturi radio și TV, radioul constituind o sursă de știri mai importantă, deoarece urmărirea emisiunilor televizate este mai dificilă, din cauza problemelor cu rețeaua electrică. Postul de radio UNMIL emite de la 1 octombrie 2003. Este primul post de radio din Liberia care emite non-stop, fiind recepționat de circa două treimi din populație. Liberia Broadcasting System este a statului și transmite la nivel național din sediul său principal din Monrovia.

## Educație
În Monrovia se află Universitatea din Liberia, alături de Universitatea Cuttington și de multe școli publice sau private. Educația medicală se poate face la Colegiul de medicină A.M. Dogliotti, Există și o școală pentru asistente la Institutul Național de Arte medicale Tubman.
Printre școli se află Liceul Central Monrovia, Liceul Bostwain, Liceul D. Twe High, Liceul G. W. Gibson și Liceul William V. S. Tubman .

## Infrastructură
Navele leagă portul orașului, cel mai important din țară, cu porturile Greenville și Harper. Cel mai apropiat aeroport este  Spriggs Payne, aflat la circa 6 km de centrul orașului. Aeroportul Internațional Roberts, cel mai mare aeroport internațional din Liberia, se află la 60 km, în Harbel. Orașul este legat de restul țării printr-o rețea de drumuri și autostrăzi. Monrovia este înregistrată ca fiind portul de rezidență pentru 10-15% din navele de transport din lume. În oraș se găsesc atâttaximetre private, cât și minibuzuri, alături de autobuze mari. Înainte de războaiele civile, Proiectul Mount Coffee Hydropower oferea electricitate și apă potabilă orașului.

## Învecinări
Orașul Monrovia este format din câteva cartiere, răspândite prin peninsula Mesurado, în timp ce zona metropolitană cuprinde și gura râului Mesurado. Centrul istoric, din jurul străzii Broad, este chiar la capătul peninsulei, în timp ce marele cartier comercial, Waterside, este la nordul său, în direcția marelui port natural al orașului. La nord-vest de Waterside se află marea comunitate a săracilor, West Point. La sud-vest de centru este Mamba Point, principalul cartier diplomatic prin tradiție. Aici sunt ambasada Satelor Unite ale Americii, a Regatului Unit și Delegația Uniunii Europene. La sud de centrul orașului se află dealul Capitoliului, unde sunt instituțiile importante ale guvernului, inclusiv Templul Justiției și Conacul Executiv. Spre est se găsește cartierul Sinkor. Inițial era un cartier rezidențial suburban, pentru ca astăzisă fie centrul de afaceri, aici găsindu-se multe misiuni diplomatice, ca și hoteluri importante, afaceri și cîteva zone rezidențiale. În Sinkor este și aeroportul secundar, Spriggs Payne. Zona din vecinătatea acestuia, Airfield, este cea în care se desfășoară viața de noapte a orașului.
La baza de sud-est a peninsulei se află orașul Congo Town, iar la est de el este marea suburbie Paynesville. Alte suburbii, precum Barnersville și New Georgia, se află la nord, dincolo de rîu.